# Scorzoneroides montaniformis
Scorzoneroides montaniformis là một loài thực vật có hoa trong họ Cúc. Loài này được (Widder) Gutermann mô tả khoa học đầu tiên năm 2006.